# Heinrich von Güntersberg
Heinrich von Güntersberg (* ca. 1340; † ca. 1419) war Vogt zu Kallies und über das Land zwischen Netze und Drage in der Neumark sowie Ritter des Deutschen Ordens.

## Leben
Heinrich von Güntersberg machte sich zwischen 1361 und 1419 durch 90 urkundliche Zeugnisse der Nachwelt bekannt. Er war ein früher und herausragender Vertreter des Adelsgeschlechts der von Güntersberg.
1374 wurde er von Markgraf Siegmund mit dem Schloss Kallies und der Vogtei zwischen Netze und Drage belehnt. Besitz und Amt wurde ihm 1378, 1399 und 1402 durch die Luxemburger bestätigt.
Kallies und die umliegenden Güter waren bereits vor dieser Verlehnung bei seiner Familie bzw. bei seinen Verwandten, den Kenstel in Besitz. Dennoch war die Belehnung der Grundstock einer beachtlichen Karriere.
Im Jahre 1400 erwarb der Deutsche Orden Dramburg, 1402 auch Kallies. Im selben Jahr, angeführt von Heinrich von Güntersberg huldigte die Ritterschaft und die Städte der Neumark dem Hochmeister Konrad von Jungingen. Er wurde zu einem der wichtigsten Verbündeten des Ordens in der Neumark. Regelmäßig war Güntersberg zu Konsultationen oder in allerlei Geschäften auch auf der Marienburg zugegen. Im Tresslerbuch des Deutschen Ordens wurde er bei den 61 Erwähnungen seiner Person in den Jahren 1399 bis 1409, stets als Herr oder Hauptmann von Kallies bezeichnet. In der unruhigen Zeit, ständiger Auseinandersetzungen mit Polen oder Pommern, gelang es ihm zunächst dennoch mit diplomatischem Geschick, die Lage stabil zu halten. Nachdem bspw. der Herzog von Pommern-Stolp Parteigänger Polens wurde, konnte er doch den Stettiner Herzog Swantibor III. beim Orden halten.
1407 hatte Güntersberg dennoch infolge der andauernden Konflikte seine sämtlichen Besitzungen im Lande Wałcz an die Polen verloren. Doch auch nach der Niederlage bei Tannenberg blieb er ein treuer Vasall des Ordens. Die Fehde seiner Familie mit den Wedel, welche wohl um ihre Güter bei Wałcz zu halten schon vor dem Krieg zu den Polen gewechselt waren, lief in dieser Zeit ihrem Höhepunkt entgegen. Ein Großteil der ihm verbliebenen Güter, selbst Kallies war geplündert oder niedergebrannt. 1419 wendete sich Heinrich von Güntersberg ein letztes Mal an den Hochmeister Heinrich von Plauen, Hilfe erbittend und die Verheerung seiner Lande anklagend. Wenig später muss er verstorben sein.
Der Kreis von Aufstieg und Ruin eines herausragenden Mannes schloss sich damit. Doch nicht ohne Folgen, denn die Herzöge von Pommern-Stettin stellten sich nun gegen Brandenburg und rücken 1420 mit starkem Streitmacht, das Land brandschatzend gegen Dramburg vor. Die Söhne Güntersbergs, nunmehr an Vaters statt als Anführer der neumärkischen Stände versagten schließlich dem Hochmeister des Deutschen Ordens 1429 die Huldigung.

## Familie
Heinrich von Güntersberg war mit Margarethe von der Osten, Tochter des markgräflich-brandenburgischen Rates und Vogt der Neumark Betkin von der Osten (urkdl. 1330–1363), und der Margarethe von Satzkow verheiratet. Unter den aus der Ehe hervorgegangenen Kindern sind besonders die Söhne Burkhard (⚔ 1433) und Eckard († nach 1448) zu erwähnen.
Ersterer, 38 urkundliche Nachrichten von ihm sind überliefert, ist 1433 bei der Verteidigung Dramburgs gegen die Pommern gefallen. Erst durch die Heirat Burkhards Tochter Ulgard mit Zülz von Wedel konnte die Fehde beider Familien geschlichtet werden. Burkhards Sohn Heinrich setzte den Stamm fort, der wohl auch die norwegische Linie auf Mel und die schwedisch-livländische Linie auf Gärahov und Uddern hervorgebracht hat, schließlich aber mit den Brüdern Ewald Friedrich von Güntersberg († 1732), dem letzten Besitzer von Kallies und Hans Adam von Güntersberg († 1734) im Mannesstamm erloschen ist.
Eckard der in 70 Urkunden namentlich genannt wurde, übernahm nach dem vorzeitigen Tod seines Bruders die Führung der Familie. Auch fand er trotz des Zerwürfnisses von 1429 zurück in den Dienst des Deutschen Ordens. 1447 bspw. war er einer der Unterhändler des Ordens beim Erwerb von Gotland.